# 服部一輝
服部 一輝（はっとり かずき、1995年3月16日 - ）は、東京都杉並区 出身の元サッカー選手。ポジションはゴールキーパー（GK）。

## 来歴
2002年のワールドカップで活躍したオリバー・カーンへ憧れサッカーを始めた。素質を見込まれてFC東京U-15むさしのセレクションに合格し、中学時代は基礎技術を徹底的に磨いた。2010年、U-15むさしコーチ田部学に誘われて札幌大谷高校へ進学。2011年には北海道選抜として国体に出場した。
2013年、明治大学へ進学し先輩GK三浦龍輝が卒業した3年生の途中からレギュラーに定着。4年時には和泉竜司からキャプテンを引き継ぎ、シュートへの好反応と献身的姿勢でチームを支え関東大学リーグ1部及び総理大臣杯で優勝。リーグMVPを獲得した。
2017年、カターレ富山へ加入。
2018年も契約更新。2018年11月、契約満了により退団。
2019年、カマタマーレ讃岐へ加入。2020年12月14日、契約満了による退団が発表された。
2021年、福島ユナイテッドFCへ加入した が、公式戦の出場機会は無く、このシーズン限りで退団。
2022シーズンから、ヴァンラーレ八戸へ加入することが発表された。しかしわずか1年で契約満了 。
2023年2月1日、FC大阪への移籍が発表された。しかし出場機会が無いまま、この年でFC大阪との契約が満了となり、退団となった。
2024年2月5日、現役引退を発表。

## エピソード
- 愛称の「かんちん」は実家の中華料理屋「漢珍亭」に由来する[1]。
- プロフィールで身長を182cmとずっと記載していたが引退発表で178cmということを明かした[17]。

## 所属クラブ
- 2004年[6] - 2006年 富士見丘少年蹴球団[3] (杉並区立富士見丘小学校[6])
- 2007年 - 2009年 FC東京U-15むさし
- 2010年 - 2012年 札幌大谷高等学校
- 2013年 - 2016年 明治大学体育会サッカー部
- 2017年 - 2018年  カターレ富山
- 2019年 - 2020年  カマタマーレ讃岐
- 2021年  福島ユナイテッドFC
- 2022年  ヴァンラーレ八戸
- 2023年  FC大阪

## 個人成績
| 国内大会個人成績 | 国内大会個人成績 | 国内大会個人成績 | 国内大会個人成績 | 国内大会個人成績 | 国内大会個人成績 | 国内大会個人成績 | 国内大会個人成績 | 国内大会個人成績 | 国内大会個人成績 | 国内大会個人成績 | 国内大会個人成績 |
| 年度             | クラブ           | 背番号           | リーグ           | リーグ戦         | リーグ戦         | リーグ杯         | リーグ杯         | オープン杯       | オープン杯       | 期間通算         | 期間通算         |
| 年度             | クラブ           | 背番号           | リーグ           | 出場             | 得点             | 出場             | 得点             | 出場             | 得点             | 出場             | 得点             |
| 日本             | 日本             | 日本             | 日本             | リーグ戦         | リーグ戦         | リーグ杯         | リーグ杯         | 天皇杯           | 天皇杯           | 期間通算         | 期間通算         |
| ---------------- | ---------------- | ---------------- | ---------------- | ---------------- | ---------------- | ---------------- | ---------------- | ---------------- | ---------------- | ---------------- | ---------------- |
| 2014             | 明大             | 30               | -                | -                | -                | -                | -                | 0                | 0                | 0                | 0                |
| 2017             | 富山             | 31               | J3               | 0                | 0                | -                | -                | 0                | 0                | 0                | 0                |
| 2018             | 富山             | 31               | J3               | 0                | 0                | -                | -                | 0                | 0                | 0                | 0                |
| 2019             | 讃岐             | 16               | J3               | 0                | 0                | -                | -                | 1                | 0                | 1                | 0                |
| 2020             | 讃岐             | 16               | J3               | 9                | 0                | -                | -                | -                | -                | 9                | 0                |
| 2021             | 福島             | 16               | J3               | 0                | 0                | -                | -                | -                | -                | 0                | 0                |
| 2022             | 八戸             | 1                | J3               | 25               | 0                | -                | -                | 0                | 0                | 25               | 0                |
| 2023             | FC大阪           | 31               | J3               | 0                | 0                | -                | -                | -                | -                | 0                | 0                |
| 通算             | 日本             | 日本             | J3               | 34               | 0                | -                | -                | 1                | 0                | 35               | 0                |
| 通算             | 日本             | 日本             | 他               | -                | -                | -                | -                | 0                | 0                | 0                | 0                |
| 総通算           | 総通算           | 総通算           | 総通算           | 34               | 0                | -                | -                | 1                | 0                | 35               | 0                |

- Jリーグ初出場 - 2020年6月28日 第1節 vsガンバ大阪U-23（P i k a r a スタジアム）

## タイトル

### クラブ
明治大学
- アミノバイタルカップ：2回（2013年、2015年）
- 東京都サッカートーナメント：1回（2014年）
- 関東大学リーグサッカーリーグ戦1部：1回（2016年）
- 総理大臣杯全日本大学サッカートーナメント：1回（2016年）

カターレ富山
- 富山県サッカー選手権大会：2回（2017年、2018年）

カマタマーレ讃岐
- 香川県サッカー選手権大会：1回（2019年）

ヴァンラーレ八戸
- 青森県サッカー選手権大会：1回（2022年）

### 個人
- 関東大学リーグ1部ベストイレブン (2016年[18])
- 関東大学リーグMVP (2016年[18])